# Nostr
Nostr（Notes and Other Stuff Transmitted by Relays）は、シンプルかつオープンなプロトコル。イベントオブジェクト（JSONデータ）に基づいてやり取りを行う。Nostrアカウントは、公開鍵暗号に基づいておりEventオブジェクトがユーザ本人から送信されたことを検証できる。Nostrはプロトコルであり、登録やログインをするサービスではない。そのため、NostrはSNSと紹介されることがあるが誤りである。

## 概要
fiatjafによって提唱されたプロトコルであり、Twitterの創業者であり元CEOのジャック・ドーシーが14BTCの支援を行っている。
クライアントとリレーの2つのコンポーネントによって構成されており、WebSocketによる通信を行う。クライアントは、秘密鍵を持ち、リレーにイベントを送信する。リレーは、送信されたイベントを保存しておき、要求に基づいてクライアントに配信する。イベントはクライアントによって公開鍵暗号による署名がされており、秘密鍵を持つユーザが公開したものであることを公開鍵によって検証できるため、改ざんが防止される。

## 発展

### 開発
Nostrは、GitHub上でNIP（Nostr Implementation Possibilities）を公開しており、改善の提案・議論を行うことができる。
また、Nostr上で動作するリレーやクライアントなどもGitHub上で多く公開されている。